# مدينة سان لويس بوتوسي
مدينة سان لويس بوتوسي، عادة ما تسمى SLP أو ببساطة سان لويس، هي عاصمة ولاية سان لويس بوتوسي المكسيكية وأكبر مدنها من حيث السكان. وتقع المدينة على ارتفاع 1,850 متر (6,070 قدم) فوق مستوى سطح البحر. ويقدر عدد سكانها بـ 735,886 نسمة في المدينة نفسها، ويبلغ عدد سكان المنطقة الحضرية حوالي 1,021,688 نسمة، والتي تشكلت مع مدينة سوليداد دي غراسيانو سانشيز المجاورة وبعض البلدات الصغيرة الأخرى داخل المنطقة الحضرية، ما يجعل منطقة العاصمة الكبرى سان لويس بوتوسي الحادية عشرة بين أكبر المناطق العمرانية في المكسيك.
تقع المدينة في الجزء الغربي الأوسط من ولاية سان لويس بوتوسي، في 22.16 ° شمالا، 100.98 ° غربا. وتبلغ مساحة البلدية 1,443.14 كيلومتر مربع (557.20 ميل مربع). وهي جزء من منطقة باخيو الكبرى.
سميت المدينة باسم لويس التاسع ملك فرنسا (المعروف أيضا في المكسيك سان لويس ري دي فرانسيا، أو القديس لويس ملك فرنسا)، وهو شفيع المدينة. تم إضافة اسم بوتوسي في إشارة إلى المناجم الكبيرة في منطقة بوتوسي في بوليفيا، التي اكتشفت قبل أربعين عاما من تأسيس المدينة، واستغلال مناجم الفضة والذهب في سيرو دي سان بيدرو، بالقرب من سان لويس، كان السبب الرئيسي لتأسيس المدينة في 1592.
المدينة الآن هي إحدى المراكز الصناعية الرئيسية في وسط المكسيك. وقد اختارت عدد من الصناعات الأجنبية الاستثمار في سان لويس بوتوسي في العقود الماضية بفضل موقعها الاستراتيجي للتجارة، حيث تقع المدينة في منتصف الطريق بين مدينة مكسيكو وحدود الولايات المتحدة، وكذلك في منتصف المثلث بين المدن الثلاث الكبرى في المكسيك: مكسيكو سيتي، وغوادالاخارا، ومونتيري.
إلى جانب اقتصادها القائم على الصناعة، تم الترويج مؤخرا للمدينة كوجهة سياحية في وسط المكسيك عن طريق برامج الولاية ة الدولة المكسيكية. يعرض مركز سان لويس بوتوسي التاريخي مزيجا رائعا من الأساليب الفنية المختلفة في العديد من المباني وهو مثال رئيسي للعمارة الاستعمارية في المكسيك. أدرج المركز التاريخي كموقع للتراث العالمي لليونسكو في عام 2010 ضمن كامينو ريال دي تييرا أدينترو.

## المناخ
يظهر الجدول التالي التغييرات المناخية على مدار السنة لمدينة سان لويس بوتوسي:
| الشهر                                                           | يناير       | فبراير      | مارس        | أبريل       | مايو        | يونيو       | يوليو       | أغسطس       | سبتمبر      | أكتوبر      | نوفمبر      | ديسمبر       | المعدل السنوي |
| --------------------------------------------------------------- | ----------- | ----------- | ----------- | ----------- | ----------- | ----------- | ----------- | ----------- | ----------- | ----------- | ----------- | ------------ | ------------- |
| الدرجة القصوى °م (°ف)                                           | 35.0 (95.0) | 32.0 (89.6) | 34.0 (93.2) | 35.0 (95.0) | 37.0 (98.6) | 37.0 (98.6) | 34.5 (94.1) | 32.5 (90.5) | 32.5 (90.5) | 31.0 (87.8) | 31.0 (87.8) | 29.5 (85.1)  | 37.0 (98.6)   |
| متوسط درجة الحرارة الكبرى °م (°ف)                               | 20.6 (69.1) | 22.5 (72.5) | 25.4 (77.7) | 27.7 (81.9) | 28.4 (83.1) | 26.7 (80.1) | 24.8 (76.6) | 25.0 (77.0) | 23.8 (74.8) | 23.2 (73.8) | 22.4 (72.3) | 20.7 (69.3)  | 24.3 (75.7)   |
| المتوسط اليومي °م (°ف)                                          | 13.0 (55.4) | 14.7 (58.5) | 17.4 (63.3) | 19.8 (67.6) | 21.0 (69.8) | 20.4 (68.7) | 19.1 (66.4) | 19.2 (66.6) | 18.3 (64.9) | 17.0 (62.6) | 15.3 (59.5) | 13.6 (56.5)  | 17.4 (63.3)   |
| متوسط درجة الحرارة الصغرى °م (°ف)                               | 5.5 (41.9)  | 6.8 (44.2)  | 9.3 (48.7)  | 11.9 (53.4) | 13.7 (56.7) | 14.1 (57.4) | 13.4 (56.1) | 13.4 (56.1) | 12.9 (55.2) | 10.8 (51.4) | 8.2 (46.8)  | 6.4 (43.5)   | 10.5 (50.9)   |
| أدنى درجة حرارة °م (°ف)                                         | −7.0 (19.4) | −6.5 (20.3) | −3.0 (26.6) | −1.0 (30.2) | 1.0 (33.8)  | 6.0 (42.8)  | 1.5 (34.7)  | 7.0 (44.6)  | 0.0 (32.0)  | −1.0 (30.2) | −4.0 (24.8) | −10.0 (14.0) | −10.0 (14.0)  |
| الهطول مم (إنش)                                                 | 13.6 (0.54) | 7.9 (0.31)  | 6.4 (0.25)  | 19.6 (0.77) | 38.2 (1.50) | 64.3 (2.53) | 66.6 (2.62) | 58.6 (2.31) | 65.2 (2.57) | 30.7 (1.21) | 11.2 (0.44) | 9.8 (0.39)   | 392.1 (15.44) |
| متوسط أيام هطول الأمطار (≥ 0.1 mm)                              | 2.2         | 1.6         | 1.5         | 2.9         | 5.6         | 7.4         | 7.9         | 7.0         | 8.4         | 5.0         | 1.8         | 1.9          | 53.2          |
| متوسط الرطوبة النسبية (%)                                       | 56          | 52          | 47          | 48          | 55          | 62          | 68          | 66          | 68          | 66          | 61          | 60           | 59            |
| ساعات سطوع الشمس الشهرية                                        | 222         | 232         | 270         | 255         | 281         | 263         | 293         | 249         | 201         | 224         | 231         | 211          | 2٬932         |
| المصدر #1: Servicio Meteorológico National (humidity 1981–2000) |             |             |             |             |             |             |             |             |             |             |             |              |               |
| المصدر #2: الأرصاد الجوية الألمانية (sun, 1961–1990)            |             |             |             |             |             |             |             |             |             |             |             |              |               |

## توأمة
لمدينة سان لويس بوتوسي اتفاقيات توأمة مع كل من:
- سانت لويس
- بيكو ريفيرا
- فار
- المعدن
- سانتاندير
- بوتوسي
- مدينة أغواسكاليينتس
- ثابوتلان الجرندي
- إيدرييا
- سان خوان دي لاس أباديساس

## أعلام
- ماك رينولدز
- نيري كاستيو
- ماريانو أريستا
- دانيال باوتيستا
- لوبي فيليز
- ألبرتو دل ريو